# دل ریو (تنسی)
دل ریو (به انگلیسی: Del Rio) یک منطقهٔ مسکونی در ایالات متحده آمریکا است که در شهرستان کوک، تنسی واقع شده‌است. دل ریو ۲٬۱۳۸ نفر جمعیت دارد.